# Madhhab

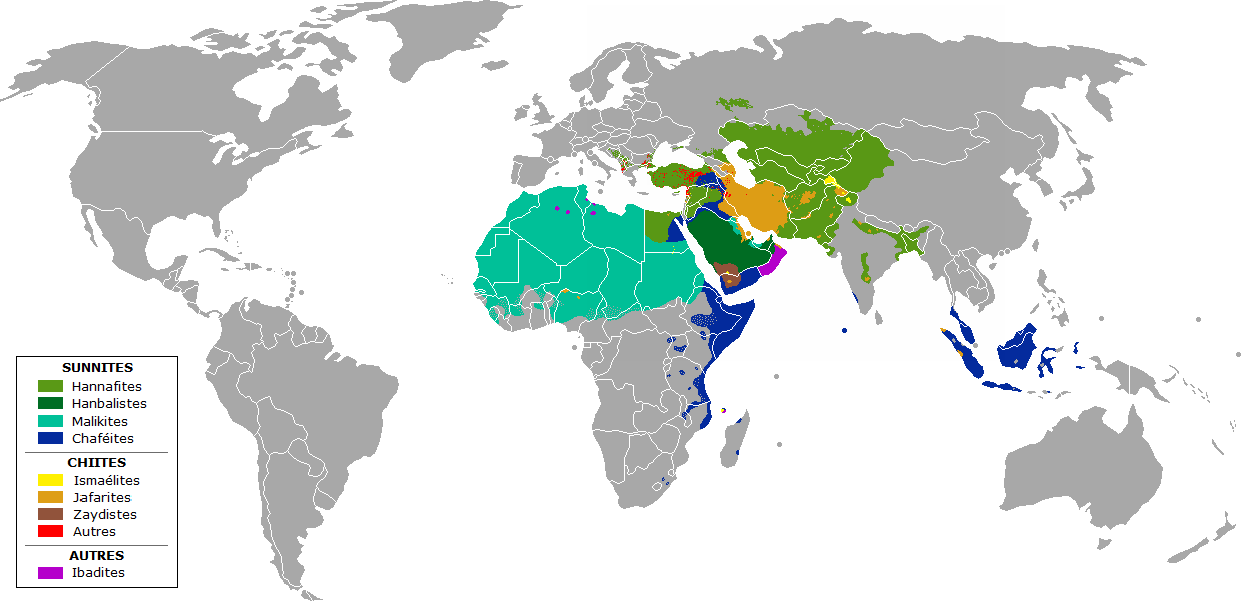
Répartition des écoles juridiques dans l'islam contemporain

Le mot madhhab ou mazhab (arabe : مذهب [maḏhab], pluriel : مذاهب [maḏâhib]), est un mot arabe qui fait référence à une école juridique musulmane. Il signifie notamment dans le sunnisme et dans le chiisme, une des voies suivies dans l'interprétation des sources traditionnelles de l'islam (Coran et Sunna).
Chaque madhhab a son propre fiqh ou jurisprudence islamique.

## Sunnisme
Dans le sunnisme, il existe quatre écoles juridiques principales. Il s'agit du hanafisme, du chafiisme, du malikisme et du hanbalisme.
Diverses écoles sunnites anciennes ont connu le déclin ou ont été marginalisées. Parmi celles-ci figure le zahirisme, qui a été ravivé par Ibn Hazm au XIe siècle en al-Andalus, avant de tomber dans l'oubli par la suite. Toutefois, l'inclusion de ce madhhab dans le sunnisme est sujette à contestation.

## Chiisme
Dans le chiisme, lui-même partagé en plusieurs sous-branches, il n'existe qu'une école juridique pour chaque sous-branche, du moins pour celles qui en admettent.
Ainsi, le jafarisme est l'école juridique prédominante au sein du courant majoritaire du chiisme duodécimain. En revanche, l'ismaélisme et le zaïdisme, bien qu'ils partagent avec lui la croyance centrale dans le rôle de l'imam, sont considérés par certains juristes comme étant plus proches du sunnisme que du chiisme duodécimain, chacun ayant sa propre école juridique distincte.

## Autre
L'ibadisme a sa propre école juridique. Les ibadites se considèrent de nos jours comme la cinquième école du sunnisme.